# 彼得拉·格拉博夫斯基
彼得拉·格拉博夫斯基（德語：Petra Grabowski，1952年1月31日—），德国女子皮划艇运动员。她曾代表东德参加1972年夏季奥林匹克运动会皮划艇比赛，获得女子双人皮艇500米银牌。

## 家庭
丈夫汉斯-约阿希姆·博尔齐姆。